# Davudoba
Davudoba è un comune dell'Azerbaigian situato nel distretto di Quba. Conta una popolazione di 510 abitanti.